# Lichtfestival Gent

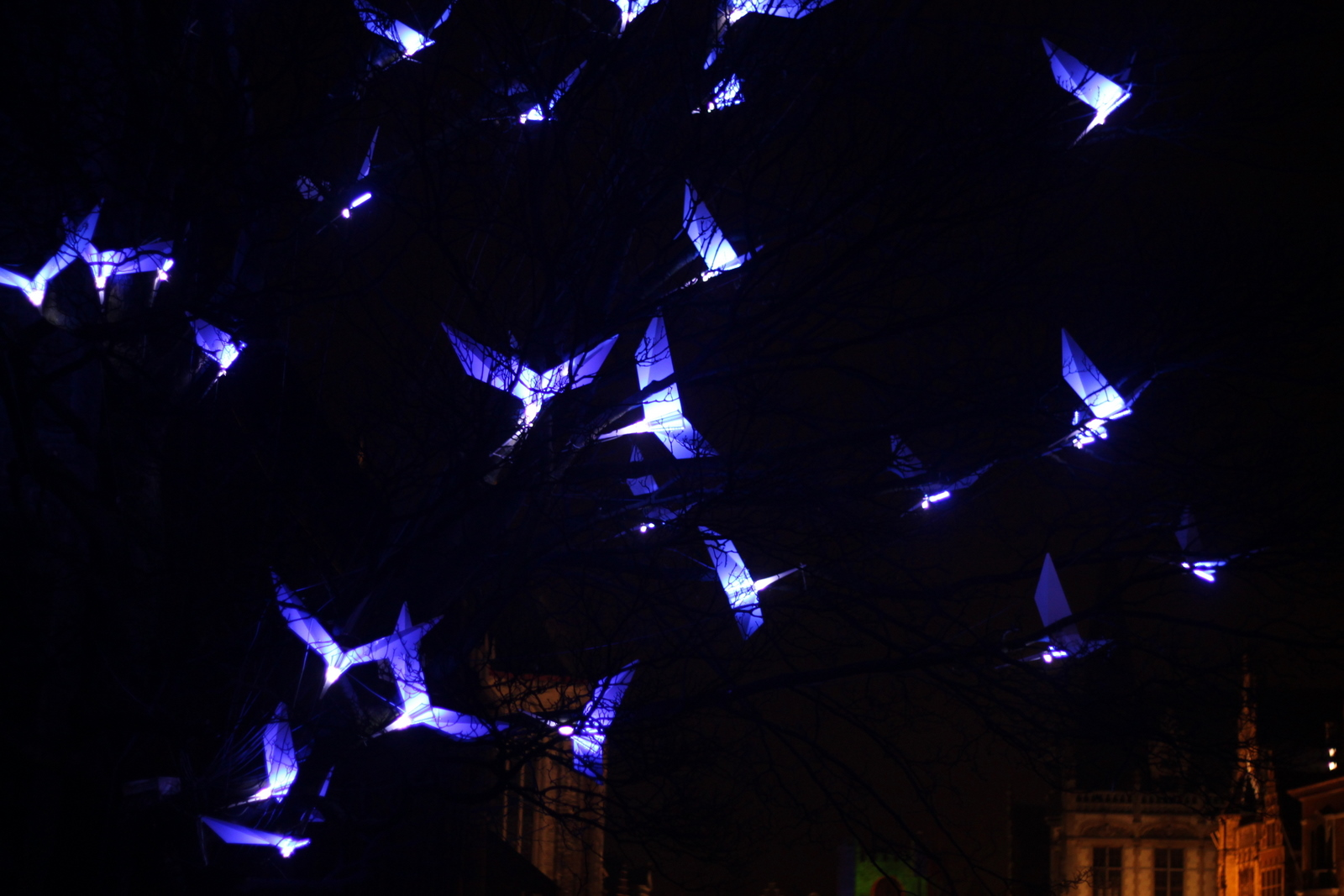
'Blauwe Vogels'

Het Lichtfestival Gent is een sinds 2011 terugkerend lichtfestival in Gent. Het vindt plaats in de maanden januari of februari. Gedurende de festivalperiode kunnen bezoekers een parcours door de stad volgen met verschillende lichtsculpturen, projecties en installaties van hedendaagse nationale en internationale kunstenaars.

## Geschiedenis
Gent startte met een lichtplan in 1998, ontworpen door het lichtbureau van Roland Jéol uit Lyon. De stad ging lichtaccenten aanbrengen bij belangrijke gebouwen, monumenten, verkeerassen, parken en pleinen. Het lichtplan van Gent werd bekroond met een aantal prijzen: de City-People-Light Award in 2004 en de Auroralia Award in 2012.
De stad plaatste ook lichtkunstwerken. Zo is er het kunstwerk ’Ai Nati Oggi’ van Alberto Garutti sinds 2011. De lantaarns op het Sint-Veerleplein zijn verbonden met alle kraamklinieken van de Stad Gent. Telkens er een baby geboren wordt in een van de Gentse ziekenhuizen, lichten de lantaarns op.
Tijdens de inhuldiging van de sfeerverlichting aan het Hof van Beroep op het Koophandelsplein werd het lichtfestival in Gent aangekondigd. Het was de bedoeling van het lichtfestival om het lichtplan van Gent in de schijnwerpers te zetten. De eerste editie van het lichtfestival vond plaats in 2011. Door groot succes was in 2012 het volgende festival. Echter, door de hoge kostprijs werd er besloten het festival hierna driejaarlijks te houden.
Het kunstwerk 'Blauwe Vogels' of 'Les oiseaux de Mr. Maeterlinck' werd in 2016 definitief geïnstalleerd aan de Predikherenlei. Het werk maakte eerder deel uit van het lichtfestival in 2012.
In 2021 werd beslist de aangekondigde editie uit te stellen naar het najaar vanwege de Covid-19 pandemie. De vijfde editie ging door met een langer loopparcours, alle installaties in openlucht en verplichte mondmaskers tijdens het hele parcours. Omwille van de tiende verjaardag van het eerste festival keerden vier publieksfavorieten uit de vorige vier festivals terug.

## Cijfers
| Editie | Startdatum       | Einddatum        | Dagen | Installaties | Lengte parcours | Bezoekers |
| ------ | ---------------- | ---------------- | ----- | ------------ | --------------- | --------- |
| 1      | 27 januari 2011  | 29 januari 2011  | 3     | 21           | 5 km            | 200.000   |
| 2      | 26 januari 2012  | 29 januari 2012  | 4     | 29           | 5 km            | 500.000   |
| 3      | 29 januari 2015  | 1 februari 2015  | 4     | 44           | 5 km            | 640.000   |
| 4      | 31 januari 2018  | 4 februari 2018  | 5     | 37           | 6,6 km          | 835.000   |
| 5      | 10 november 2021 | 14 november 2021 | 5     | 36           | 7,2 km          | 810.000   |
| 6      | 31 januari 2024  | 4 februari 2024  | 5     | 31           | 7,2 km          | 600.000   |